# Siracide
Il Libro del Siracide (in greco antico: Σοφία Σειράχ?, sofía seirách, lett. "Sapienza di Sirach"; in latino Siracides) o più raramente Ecclesiastico (da non confondere con l'Ecclesiaste o Qoelet) è un testo contenuto nella Bibbia cattolica (Vulgata), originariamente accolto nella Bibbia greca dei Settanta nelle sinagoghe ellenistiche ed assente dal canone ebraico (Tanakh) letto in Giudea e in Galilea. Come gli altri libri deuterocanonici è considerato ispirato solo nella tradizione cattolica e ortodossa, mentre è escluso dal canone ebraico e protestante perché considerato apocrifo.
È stato scritto originariamente in ebraico a Gerusalemme attorno al 180 a.C. da "Giosuè figlio di Sira", poi tradotto in greco dal nipote poco dopo il 132 a.C. È l'unico testo dell'Antico Testamento del quale è possibile identificare con certezza l'autore.
È composto da 51 capitoli con vari detti di genere sapienziale, sintesi della religione ebraica tradizionale e della sapienza comune.

## Autore
L'autore, Yehoshua ben Sira (tradotto "Giosuè figlio di Sira", da qui il nome del libro "Siracide"), era un giudeo di Gerusalemme; avrebbe scritto il libro circa nel 196 a.C.-175 a.C.

## Etimologia
Il nome Siracide ha un chiaro riferimento all'autore, Giosuè di Sira. Il nome Ecclesiastico deriva dal latino ecclesia (assemblea) e si riferisce all'uso che si faceva di questo libro nelle prime assemblee cristiane. Il nome gli fu dato da San Cipriano di Cartagine nel III secolo in quanto lo utilizzava molto durante la predicazione per il suo contenuto morale.

## Lingua
Originariamente scritto in ebraico, sarebbe stato tradotto in lingua greca dal nipote di Giosuè figlio di Sira in Egitto. Il nipote avrebbe anche aggiunto una prefazione.

## Fonti manoscritte
Il Siracide è conosciuto in varie forme testuali: greca (due versioni, una breve e una lunga), ebraica (il testo è frammentario, ne abbiamo un migliaio di versetti su 1600), siriana e la Vetus latina.

## Dottrina
Sebbene il Siracide non presenti un piano organizzato e premeditato, in quanto tocca temi diversi e si muove con libertà tra l'uno e l'altro, si possono individuare quattro linee dottrinali principali:
- la sapienza come caratteristica del popolo ebraico - La sapienza è identificata in concreto con la legge data al popolo eletto, cioè Israele;
- solo i fedeli a Dio possono accedervi;
- premio e castigo in questo mondo;
- la ricchezza non è una virtù.

Il libro contiene soprattutto massime etiche, avvicinandosi così al Libro dei Proverbi. Si ignora se Giosuè figlio Sira fu un autore originale o semplicemente un compilatore, sebbene lo stile uniforme della redazione faccia pensare alla prima soluzione. Tratta di temi diversi: dalle regole di cortesia e di umiltà ai precetti rispetto al culto, il superamento delle prove ed il timore di Dio, passando per i doveri verso lo stato, la società ed il prossimo. Gli ultimi capitoli sono dedicati alla lode del creato e all'elogio degli antichi padri. L'autore nel prologo riporta la prima apparizione storica del canone completo dell'antico testamento, diviso in Legge, Profeti e Scritti.